# Maddalena Paolillo
Maddalena Paolillo (Barletta, 8 giugno 1995) è una calciatrice italiana, di ruolo centrocampista, svincolata da luglio 2016.

## Carriera

### Club
Maddalena Paolillo dimostra interesse per il calcio fin dalla giovane età, tesserandosi con la Polisportiva Ettore Fieramosca di Barletta dove gioca nelle formazioni giovanili miste fino ai 14 anni, età limite stabilita dalla federazione per giocare con i maschietti, riuscendo a mettersi in luce e convincendo la sezione tecnica del Comitato Regionale Puglia della Lega Nazionale Dilettanti a inserirla nella Rappresentativa Regionale Femminile Under-15. Per continuare l'attività agonistica coglie quindi l'occasione offertale dalla Pink Sport Time per giocare in una formazione interamente femminile.
Con la società barese indossa la classica maglia rosablu dalla stagione 2010-2011, nella formazione iscritta al Campionato Primavera ma a disposizione anche per la formazione titolare guidata dal tecnico Isabella Cardone dove fa il suo esordio in Serie A2, l'allora secondo livello nella struttura del campionato italiano femminile di calcio, già alla 1ª giornata, il 26 settembre 2010, nell'incontro perso per 0-2 con l'Imolese. Negli anni successivi contribuisce alla scalata di categoria del club con sede a Bari, nell'A2 e nella Serie B nazionale, conquistando la promozione in Serie A al termine della stagione 2013-2014 e dove segna 10 delle 63 reti messe a segno dalla squadra in campionato, terza realizzatrice dopo Lucia Ceci (13) e il capitano Marina Rogazione (11).
Paolillo fa il suo esordio nel campionato italiano al vertice della categoria indossando la nuova maglia biancorossa, frutto della collaborazione iniziata tra la Pink Sport Time e il Bari 1908, alla 1ª di campionato, il 4 ottobre 2014, nella partita persa per 0-4 con la Res Roma scendendo in campo 20 volte su 26 incontri, in turnover altre compagne sia del centrocampo che del settore offensivo. La stagione si rivela ostica per la squadra pugliese la quale, pur con l'introduzione di nuovi elementi in organico durante il calciomercato invernale, non riesce a scalare la parte bassa della classifica concludendo con 15 punti al 12º posto e la conseguente retrocessione. Paolillo decide di non rinnovare il contratto e si congeda dalla Pink Sport Time con un tabellino personale di 82 presenze e 25 reti realizzate.
Nell'estate 2015 trova un accordo con il neopromosso Südtirol Damen Bolzano che le offre l'opportunità di continuare a giocare in Serie A nella stagione entrante. Durante il campionato ha occasione anche di segnare la sua prima rete in Serie A il 19 dicembre 2015, alla 7ª di campionato, accorciando le distanze all'83' nel pur pesante 2-6 rimediato con il più forte Mozzanica una delle formazioni che puntano allo scudetto.

## Palmarès

### Club
- Campionato italiano di Serie B: 1

Pink Sport Time: 2014-2015